# Tshesebe
Tshesebe is een dorp in het district North-East in Botswana. De plaats telt 2277 inwoners (2011).